# Lulù (film 1953)
Lulù è un film del 1953 diretto da Fernando Cerchio.
Il film è tratto dall'omonima opera teatrale di Carlo Bertolazzi, andata in scena per la prima volta nel 1903.

## Trama
Mario, studente di nobile famiglia milanese, si innamora di Lulù, una giovane sciantosa. Mentre lo studente si trova a casa di Lulù, arriva il protettore di lei e gli consegna le chiavi dell'appartamento. Mario, che aveva ingenuamente creduto nella buona fede di Lulù, si allontana dalla casa sconvolto. Quando dopo qualche tempo ritorna, non la trova più: ha lasciato l'appartamento ed è tornata a vivere con i suoi genitori, persone di discutibili principi, che suggeriscono alla figlia di fingere una gravidanza. Mario, sentendosi responsabile, sposa Lulù contro il volere della sua famiglia e continua gli studi a Milano, trovando sistemazione in campagna in una casa lasciatagli dalla nonna. Lulù comincia a trovare noiosa la vita di campagna e riprende una vecchia relazione. Quando Mario viene messo sull'avviso da una lettera anonima, si precipita a casa e sorprende Lulù con l'amante. Questi, minacciato da Mario, gli spara, ma colpisce Lulù che si era frapposta fra i due.